# Hillerøds kommun

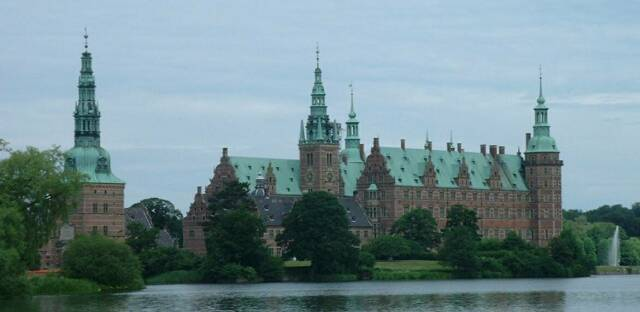
Frederiksborgs slott, Hillerød.

Hillerøds kommun är en kommun i Region Hovedstaden på Själland i Danmark. Kommunens största ort är Hillerød. Kommunens yta är 212,99 km² och invånarantalet 46 354 (2007).
Hillerøds kommun, som mellan 1970 och 2006 hade en yta på 132,75 km² och ett invånarantal (2003) på 37 169 personer, slogs vid danska kommunreformen 2007 samman med Skævinge kommun, samt valdistriktet Uvelse i tidigare Slangerups kommun. Efter sammanslagningen har man behållit kommunnamnet Hillerød.
I kommunen ligger bland annat Frederiksborgs slott, där Det Nationalhistoriske Museum ingår.